# Jan Štěrba
Jan Štěrba (Praga, 1 de junio de 1981) es un deportista checo que compite en piragüismo en la modalidad de aguas tranquilas.
Participó en dos Juegos Olímpicos de Verano, Londres 2012 y Río de Janeiro 2016, obteniendo en cada edición una medalla de bronce en la prueba de K4 1000 m.
Ha ganado 5 medallas en el Campeonato Mundial de Piragüismo, entre los años 2010 y 2017, y 9 medallas en el Campeonato Europeo de Piragüismo entre los años 2005 y 2015.

## Palmarés internacional
| Juegos Olímpicos   | Juegos Olímpicos            | Juegos Olímpicos  | Juegos Olímpicos |
| Año                | Lugar                       | Medalla           | Competición      |
| ------------------ | --------------------------- | ----------------- | ---------------- |
| 2012               | Londres (Reino Unido)       | Medalla de bronce | K4 1000 m        |
| 2016               | Río de Janeiro (Brasil)     | Medalla de bronce | K4 1000 m        |
| Campeonato Mundial |                             |                   |                  |
| Año                | Lugar                       | Medalla           | Competición      |
| 2010               | Poznań (Polonia)            | Medalla de bronce | K4 1000 m        |
| 2013               | Duisburgo (Alemania)        | Medalla de plata  | K4 1000 m        |
| 2014               | Moscú (Rusia)               | Medalla de oro    | K4 1000 m        |
| 2015               | Milán (Italia)              | Medalla de bronce | K4 1000 m        |
| 2017               | Račice (República Checa)    | Medalla de bronce | K4 500 m         |
| Campeonato Europeo |                             |                   |                  |
| Año                | Lugar                       | Medalla           | Competición      |
| 2005               | Poznań (Polonia)            | Medalla de plata  | K4 200 m         |
| 2006               | Račice (República Checa)    | Medalla de plata  | K4 200 m         |
| 2009               | Brandeburgo (Alemania)      | Medalla de bronce | K4 1000 m        |
| 2010               | Corvera (España)            | Medalla de bronce | K4 1000 m        |
| 2013               | Montemor-o-Velho (Portugal) | Medalla de oro    | K4 1000 m        |
| 2013               | Montemor-o-Velho (Portugal) | Medalla de bronce | K2 1000 m        |
| 2014               | Brandeburgo (Alemania)      | Medalla de oro    | K4 1000 m        |
| 2015               | Račice (República Checa)    | Medalla de oro    | K4 1000 m        |
| 2015               | Račice (República Checa)    | Medalla de bronce | K2 1000 m        |